# Einhänder
Einhänder es un videojuego desarrollado por Square para la consola PlayStation de Sony. Fue puesto a la venta el 20 de noviembre de 1997 en Japón y el 30 de abril de 1998 en Estados Unidos. Posteriormente se volvió a publicar en 2008 y 2012 en la plataforma PlayStation Network de Japón para su descarga vía Internet.
Einhander es un juego del género Matamarcianos, donde el jugador conduce una nave disparándole a varios grupos de enemigos que van apareciendo en pantalla. La palabra Einhänder («Una Mano» en alemán) era el nombre de un tipo de espada de la Edad Media que solo podía agarrarse con una mano. En este caso, la palabra se refiere al único brazo que tiene la nave usada por el jugador.
El argumento del juego está basado en el mito griego de Endimión y Selene, y trata sobre un conflicto militar entre La Tierra y la Luna en un futuro distante. Las fuerzas lunares atacan la tierra buscando apoderarse de sus recursos naturales. El jugador forma parte de las fuerzas lunares, con el objetivo infiltrarse en territorio enemigo y atacar la ciudad capital de los terrícolas. Einhänder fue bien recibido por el público. Los críticos elogiaron su diseño, su argumento, sus gráficos y su banda sonora, pero resaltaron como puntos negativos, su corta duración y la ausencia de un modo para dos jugadores.
A pesar de haber sido publicado hace ya más de veinte años, Einhander tiene comunidades de seguidores que aún disfrutan de él. Es considerado un videojuego de culto. 

## Mecánica de Juego
Einhänder es un juego estilo Matamarcianos de movimiento horizontal (parecido a R-Type o Gradius) donde el jugador controla una nave dispárandole a varios enemigos que van apareciendo en pantalla. Sus gráficos están en 2.5D, pero en algunas ocasiones cambian a 3D por los cambios de ángulo de la cámara. La nave solo puede moverse hacia arriba, abajo, adelante y hacia atrás.
El jugador puede elegir una de tres naves disponibles, más dos modelos secretos. Las 3 naves disponibles (llamadas Einhänders) son muy ágiles, pero solo basta un golpe para destruirlas. Las naves están equipadas con una ametralladora estándar y un brazo mecánico para recoger las armas soltadas por los enemigos destruidos. Gracias a este brazo mecánico, El jugador puede colocar las armas recogidas encima o debajo de la nave. El ángulo y el patrón de disparo cambian dependendiendo si las armas están encima o debajo de la nave. Las 3 naves tienen un patrón de ataque diferente cada una, y cada nave puede transportar una cantidad de armas distinta. 
Las armas que el jugador puede recojer son más poderosas que la ametralladora que las naves traen por defecto, y van desde Ametralladoras Gatling, Escopetas, Lanzacohetes, Lanzagranadas hasta espadas láser o cañones de corriente eléctrica. Cuando las armas se quedan sin municiónes, son desechadas inmediatamente. Pueden ser destruidas por disparos enemigos, e incluso, pueden ser usadas como un débil escudo para protegerse de disparos enemigos de menor poder. 
El sistema de puntaje del videojuego está basado en una tabla multiplicadora y un contador de hits. Cómo tantos enemigos destruya el jugador, el contador de hits se incrementará una cifra. El contador disminuye cuando el jugador deja de destruir naves enemigas. Sin embargo, si la barra multiplicadora alcanza cierta cantidad, este comenzará a parpadear durante poco tiempo, regalando puntos extras por cualquier nave destruida en ese corto período.

## Argumento
En el año 2145, una colonia terrestre llamada  "Sodoma" y otra colonia Lunar llamada  "Selene" están en guerra. Este conflicto, conocido como la "Primera Guerra Lunar", terminó con la destrucción de casi toda la superficie del Planeta Tierra. Las secuelas de la guerra dejaron a ambos bandos tan afectados, que tuvieron que firmar un incómodo tratado de paz.
Después de 100 años sin guerras, Selene se queda sin el nitrógeno orgánico que necesita para su agricultura, un elemento químico que solo puede encontrarse en la Tierra. Selene rompe el tratado de paz y ataca la Tierra otra vez en busca de este recurso, lo que da inicio a la  "Segunda Guerra Lunar". El ataque de Selene consiste en enviar pilotos suicidas a bordo de aviones caza llamados "Einhänders", para crear el mayor daño posible. El jugador asume el rol de uno de estos pilotos anónimos durante el ataque a la ciudad capital de la Tierra.
Las misiones y las órdenes que los pilotos Einhander deben de cumplir, vienen de un satélite militar selenita, llamado Hiperión. Los cazas Einhander tienen a bordo una computadora llamada "EOS", que procesa todos los datos de combate del piloto y los envía al Hiperión. Después de completar la última misión, Hiperión le dice al mejor de los pilotos (i.e, el jugador) que sus datos de combate han sido utilizados en los nuevos aviones caza no tripulados de Selene. Como recompensa por su valor, el piloto tendrá el honor de ser destruido como primera prueba para estos nuevos cazas que entraran en combate. También le dice que después de su muerte, será ascendido dos rangos y se le dará la condecoración de  "Sirius"." Después de sobrevivir al ataque de los nuevos cazas, el piloto anónimo se pregunta por qué sus aliados quieren acabar con el y sus compañeros y comienza a cuestionar las decisiones de sus comandantes y las causas de la guerra.
Un mes después, el piloto anónimo reaparece a bordo de un caza Einhander modificado. El Hiperión le advierte al piloto anónimo (o sea, al jugador) que esta cometiendo un acto de traición y que debe rendirse. Aun así, el piloto anónimo se abre paso entre los cazas selenitas y se enfrenta al Hiperión, que es el jefe final del juego.
La secuencia final muestra la nave Einhänder del jugador dañada y a la deriva en el espacio. El piloto activa sus propulsores y se lanza sobre en un ejército de naves selenenitas con la Luna de fondo. Un epílogo muestra las acciones del piloto anónimo que puso fin a la guerra al destruir los ejércitos de ambos bandos, lo que finalmente condujo a la paz. Sin embargo, el nombre y los hechos del piloto fueron borrados de los registros y solo lo recuerdan los veteranos de esa guerra. Después de los créditos finales, se muestra una nave espacial Einhänder solitaria encendiendo sus propulsores.

## Desarrollo
Einhänder  fue el primer videojuego de disparos desarrollado por Square, una compañía especializada en producir videojuegos RPG. La producción del juego estuvo a cargo de Tatsuo Fujii, que había trabajado para Konami como programador de los títulos Gradius II and Xexex. Los productores utilizaron extensamente palabras en alemán para nombrar cosas, y también agregaron referencias de la mitología griega y de la Biblia. Según el sitio web IGN, muchos de los efectos que Square aprendió durante el desarrollo de Final Fantasy VII  se usaron en la creación de Einhänder.  El juego fue mostrado en el Tokyo Game Show en septiembre de 1997, y su salida al mercado se programó para el 16 de octubre de 1997. No obstante, el mes siguiente Square lanzó al mercado, el Chocobo no Fushigina Dungeon en vez de Einhänder . Este juego incluía un "Disco de Datos Misterioso"  que tenía varios archivos salvados de varios juegos de Square, incluyendo datos de Einhänder.
El distribuidor estadounidense Working Designs, quiso publicar el juego para el mercado norteamericano, como parte de su marca de juegos de disparos Spaz, pero no pudo hacerlo. Sony Computer Entertainment usó su prioridad sobre los títulos de Square para publicar el juego ellos mismos. En la versión norteamericana, la velocidad del brazo al cambiar de arma fue aumentada y algunos potenciadores fueron modificados. El modo de juego llamado "Free" (Lit. Libre) presente en la versión japonesa fue removido. La interfaz de la galería de imágenes fue modificada, y se incluyeron imágenes diferentes a las de la versión japonesa. El juego nunca se lanzó al mercado europeo. El 25 de junio de 2008, Square Enix (sucesora de Square) publicó el juego en la PlayStation Network. de Japón para su descarga digital

### Música
La música de Einhänder fue creada por Kenichiro Fukui. En esencia, la música del juego está hecha a base de música electrónica, con mezclas de house progresivo, Hip-Hop, trazos de música para piano y cantos de opera. El álbum de 29 canciones se publicó en Japón el 21 de diciembre de 1997 por DigiCube, empresa propiedad de Square. Square Enix publicó la banda sonora por segunda vez el 18 de julio de 2007, luego de que DigiCube cayera en bancarrota. La última pista del álbum, titulada "Beginning", apareció en el disco Square Enix Music Compilation 2, publicado el 1 de mayo de 2008 para miembros de la página web japonesa de Square Enix.

## Recepción y Crítica
En Japón, Einhänder vendió 50,000 copias a los tres días de haber salido al mercado, y para febrero de 1999 ya había vendido 100,000. Los analistas estadounidenses calificaron a Einhänder de forma positiva, alegando que el juego era especialmente destacable, al no tener ningún competidor fuerte en PlayStation al momento de su publicación. La página web Allgame se destacó a Einhänder  como el "mejor juego de disparos posterior a la Era de los 16 bits", mientras que Eurogamer lo describió como "La aventura más exitosa de Square fuera del territorio RPG. En 2007, IGN le dio el puesto número uno en su lista de los mejores juegos matamarcianos en 2D.
La mecánica de juego fue muy bien recibida por los críticos. Allgame resaltó la acción intensa, la diversidad de naves, el sistema de armas y el hecho de que los jefes estuviesen hechos de diferentes partes destruibles.GamePro mencionó que, si bien la mecánica de juego era parecida a la de otros juegos de disparos, la acción "rompe-pulgares" y la variedad de armas hacen de Einhänder una experiencia agradable. GamePro también afirmó que la diversidad es "uno de los mayores activos del juego". GameSpot  describió la mecánica de juego como "Bien Ajustada" y con un argumento "fascinante", mientras que IGN sintió que los cambios de cámara es una de las características que hacen que el juego sea "fascinante ".
En cuanto a gráficos, GameSpot, Allgame y Official U.S. PlayStation Magazine apreciaron el nivel de detalle y los efectos usados en los distintos nivelesy el gran tamaño de los jefes. IGN señaló que los gráficos en 3D lo hacían lucir "sustancialmente mejor" que los juegos de disparos 2D de la época..

Publicaciones como Eurogamer, IGN, Soundtrack Central y PlayStation Magazine elogiaron la banda sonora. GamePro mencionó que la música techno y los efectos de sonido encajan "perfectamente" con los niveles. No obstante, GameSpot sintió que la calidad de la música y del sonido eran "buenos" pero a nivel general no estaban a la par con los gráficos. Allgame y GamePro señalaron la corta duración del juego y la falta de un modo para dos jugadores como los únicos defectos del juego. . GameSpot estimó que el juego requiere "poco más de una hora" para completarse.

## Legado
- Einhänder  aparece en el libro 1001 Videojuegos que debes de Jugar antes de Morir, de Tony Mott y Peter Molyneux.
- La nave Einhänder aparece como enemigo en el juego World of Final Fantasy[23]
- En el juego Kingdom Hearts III, existe un nivel secreto en la fase de la Nave Gummi[22] que recrea el nivel 6 de Einhänder. Ahí también aparece el jefe[24] de ese mismo nivel. El mismo equipo que trabajo en Einhänder también trabajo el diseño de este nivel secreto y en el diseño de la fase de la Nave Gummi.[25]